# نبرد ورونا (۳۱۲)
نبرد ورونا (انگلیسی: Battle of Verona) در سال ۳۱۲ بین نیروهای امپراتور روم کنستانتین بزرگ و ماکسنتیوس رخ داد. نیروهای ماکسنتیوس شکست خوردند و روریکیوس پومپیانوس، ارشدترین فرمانده ماکسنتیوس، در نبرد کشته شد.